# Carlos Flores Córdova
Carlos Javier Flores Córdova (Lima, Provincia de Lima, Perú, 9 de mayo de 1988) es un futbolista peruano. Juega como mediocentro y su equipo actual es el Hijos del Altiplano de la Copa Perú.

## Selección nacional
Ha sido internacional con la Selección de fútbol del Perú en las categorías sub-17 y sub-20. Con ellas disputó el Mundial Sub-17 de 2005 y el Sudamericano Sub-20 de 2007.

## Clubes
Actualizado al último partido disputado el 26 de septiembre de 2023.
| Club                 | País          | Año           | Partidos | Goles |
| -------------------- | ------------- | ------------- | -------- | ----- |
| Alianza Lima         | Perú          | 2007          | 3        | 0     |
| Atlético Minero      | Perú          | 2008-2011     | 68       | 10    |
| Real Garcilaso       | Perú          | 2012          | 17       | 0     |
| León de Huánuco      | Perú          | 2013          | 33       | 1     |
| Real Garcilaso       | Perú          | 2014-2015     | 62       | 3     |
| Comerciantes Unidos  | Perú          | 2016-2017     | 85       | 8     |
| Deportivo Municipal  | Perú          | 2018-2019     | 58       | 3     |
| Carlos A. Mannucci   | Perú          | 2020          | 18       | 0     |
| Deportivo Binacional | Perú          | 2021-2022     | 33       | 0     |
| Deportivo Coopsol    | Perú          | 2023          | 15       | 0     |
| UCV Moquegua         | Perú          | 2024          | 17       | 4     |
| Hijos del Altiplano  | Perú          | 2024-         | 2        | 0     |
| Total carrera        | Total carrera | Total carrera | 410      | 29    |